# Bicyclus simulans
Bicyclus simulans är en fjärilsart som beskrevs av Frans G.Overlaet 1955. Bicyclus simulans ingår i släktet Bicyclus och familjen praktfjärilar. Inga underarter finns listade i Catalogue of Life.